# Cyperus erythrorhizos
Cyperus erythrorhizos är en halvgräsart som beskrevs av Henry Ernest Muhlenberg. Cyperus erythrorhizos ingår i släktet papyrusar, och familjen halvgräs. Inga underarter finns listade i Catalogue of Life.

## Bildgalleri

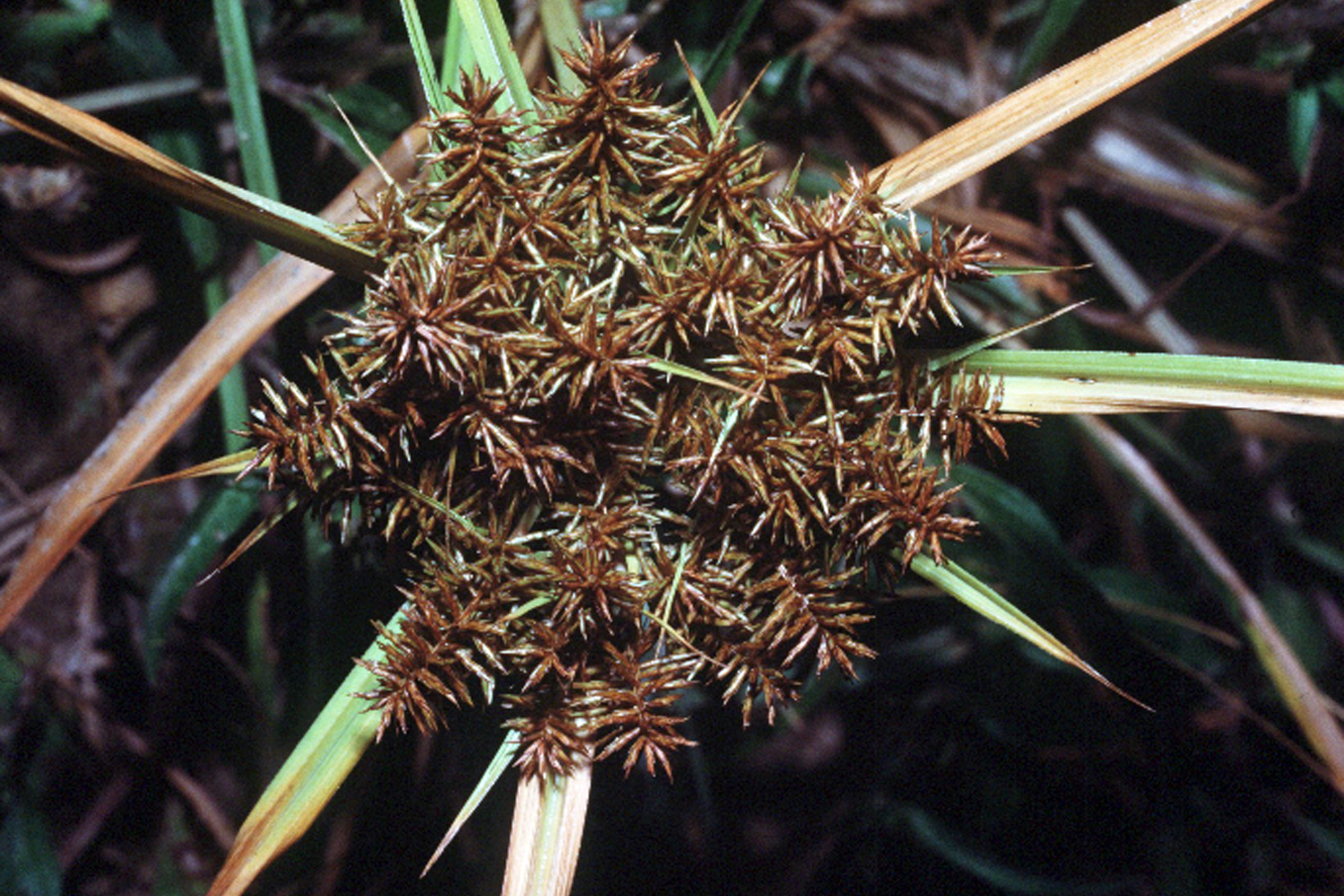